# Elephantomyia (Elephantomyodes) diligens
Elephantomyia (Elephantomyodes) diligens is een tweevleugelige uit de familie steltmuggen (Limoniidae). De soort komt voor in het Australaziatisch gebied.